# 大谷村 (石川県)

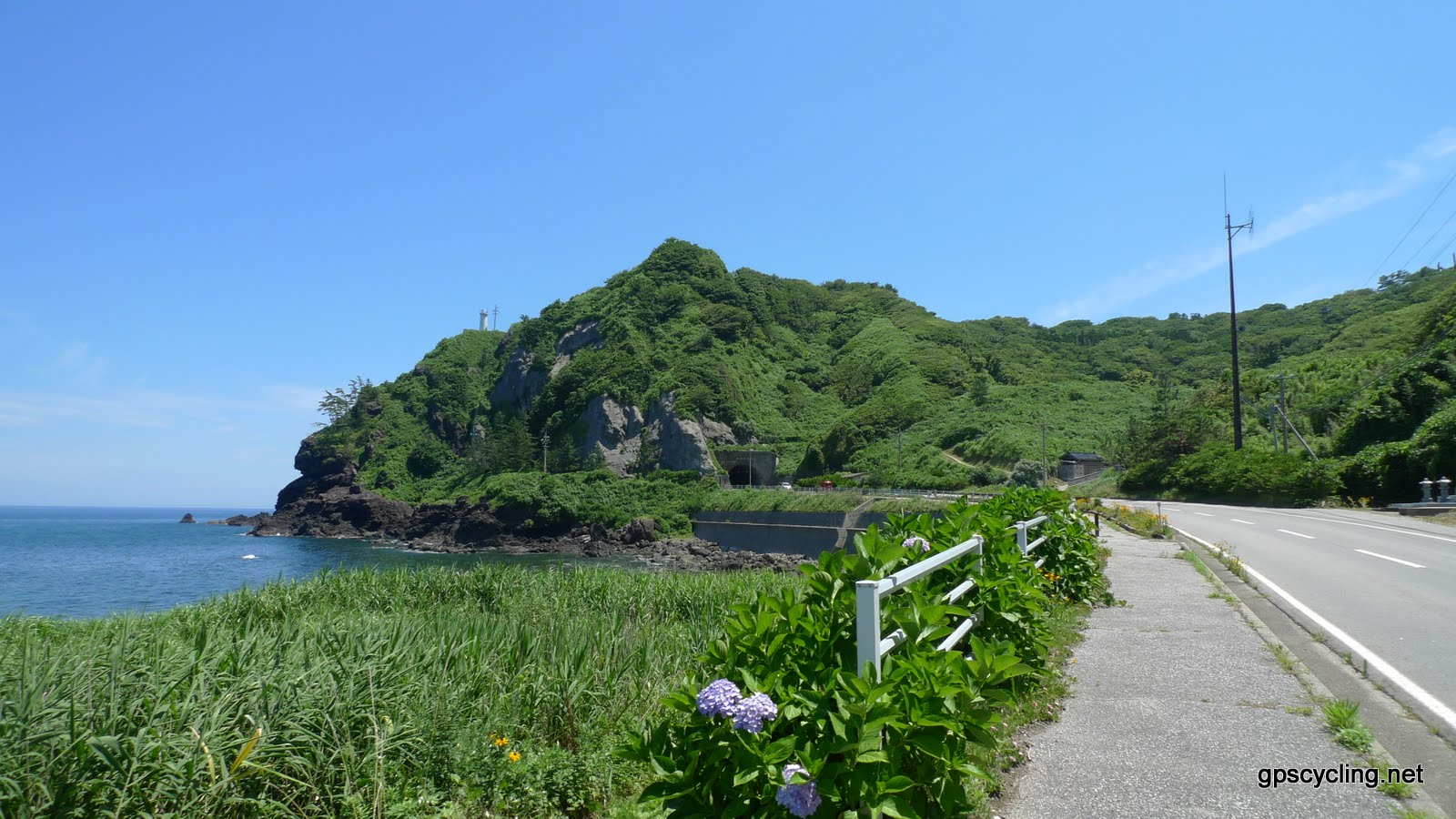
能登鞍埼灯台（鞍崎、2010年）

大谷村（おおたにむら）は、石川県珠洲郡にあった村。現在の珠洲市の北西端にあたる。

## 地理
- 海洋 ：日本海
- 岬 ： ツバ崎、鞍崎
- 山 ： 向山、雨池山、水山、松ヶ瀬山、猫ヶ岳、見平岳、鞍坪岳

## 歴史
- 1889年（明治22年）4月1日 - 町村制の施行により、珠洲郡大谷村、仁江村、真浦村、清水村、片岩村及び長橋村を廃し、その区域をもって珠洲郡大谷村を設置する。
- 1907年（明治40年）10月15日 - 珠洲郡日置村、大崎村及び大谷村を廃し、その区域をもって珠洲郡西海村を設置する。